# Ирландская гражданская армия
Ирландская гражданская армия (англ. Irish Citizen Army, ирл. Arm Cathartha na hÉireann) — изначально небольшая группа обученных добровольцев из профсоюза для защиты митингующих ирландских рабочих от британской полиции. Создана в 1913 году в Дублине социалистами Джеймсом Ларкином, Джеймсом Коннолли и Джэком Уайтом (среди других известных членов были графиня Констанция Маркевич и Шон О’Кейси) во время всеобщей ирландской забастовки. Забастовка началась с увольнения нескольких рабочих на предприятии Уильяма Мартина Мёрфи и привела к шестимесячному экономическому застою во всём Дублине. Эта организация оказала существенное влияние на ход истории Ирландии и становление её независимости.

## Пасхальное восстание
В 1916 году ИГА приняла активное участие в Пасхальном восстании. В Ирландской гражданской армии никогда не было более 250 человек, из них в восстании участвовали 220 человек, в том числе 28 женщин. Отряды Ирландской гражданской армии в рядах гораздо более многочисленных Ирландских Волонтёров приняли участие в захвате главного почтамта на О’Коннел-стрит, самой оживлённой улице Дублина, заняли парк Святого Стефана, часть повстанцев захватила мэрию и предприняла атаку на Дублинский замок. Во время восстания одиннадцать членов организации погибли. В дальнейшем большинство членов ИГА вошли в состав Ирландской республиканской армии.
Ирландская гражданская армия просуществовала до 1930-х годов. Последняя встреча членов организации произошла в 1947 году на похоронах одного из её основателей, Джеймса Ларкина.